# Sitona lepidus
Espèce
Sitona lepidus est une espèce d'insectes coléoptères, un petit charançon de la tribu des Sitonini qui est classée dans la sous-famille des Entiminae. Il s'attaque particulièrement aux racines du trèfle (Trifolium). Originaire d'Europe, il s'est répandu dans d'autres parties du monde avec la multiplication du transport aérien.

## Synonyme
Sitona flavescens